# La Forêt-Sainte-Croix
La Forêt-Sainte-Croix is een gemeente in het Franse departement Essonne (regio Île-de-France) en telt 111 inwoners (1999). De plaats maakt deel uit van het arrondissement Étampes.

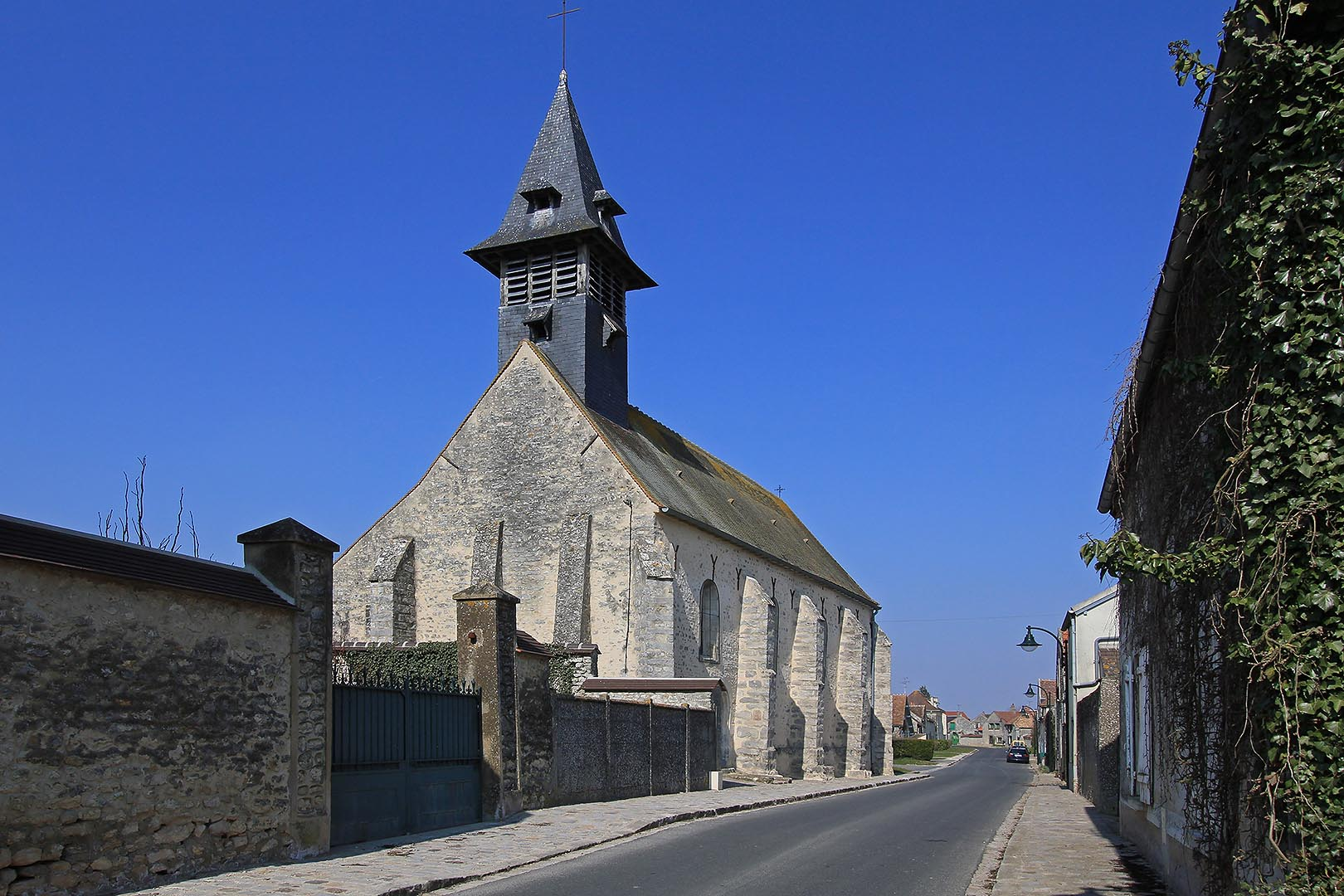
Kerk van La Forêt-Sainte-Croix
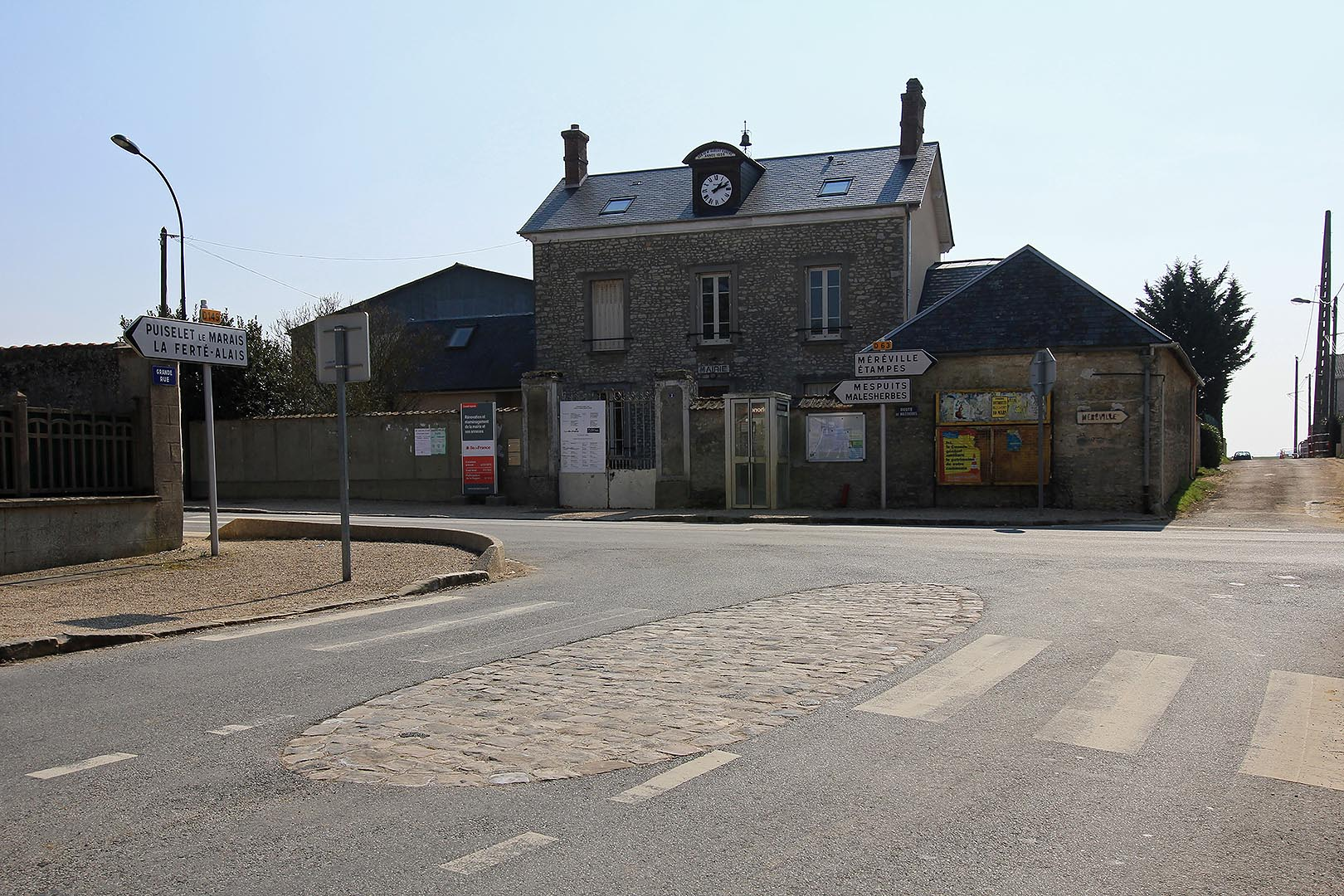
Gemeentehuis

## Geografie
De oppervlakte van La Forêt-Sainte-Croix bedraagt 5,5 km², de bevolkingsdichtheid is 20,2 inwoners per km².
De onderstaande kaart toont de ligging van La Forêt-Sainte-Croix met de belangrijkste infrastructuur en aangrenzende gemeenten.

## Demografie
Onderstaande figuur toont het verloop van het inwonertal (bron: INSEE-tellingen).